# Acacia wiseana
Acacia wiseana é uma espécie de leguminosa do gênero Acacia, pertencente à família Fabaceae.